# Dzianis Maksimau
Dzianis Leanidawicz Maksimau (błr. Дзяніс Леанідавіч Максімаў; ur. 27 września 1996) – białoruski zapaśnik startujący w stylu wolnym. Zajął jedenaste miejsce na igrzyskach europejskich w 2015. Piąty w Pucharze Świata z 2015 roku.